# Таматія світлогруда
Таматія світлогруда (Malacoptila fusca) — вид дятлоподібних птахів родини лінивкових (Bucconidae).

## Поширення
Вид поширений на півночі Бразилії, в Колумбії, Еквадорі, Французькій Гвіані, Гаяні, Перу, Суринамі та на півдні Венесуели. Його природним середовищем проживання є вологий низовинний ліс.

## Опис
Птах завдовжки до 18 см. Це пухкий птах з великою головою, довгим хвостом і товстим помаранчевим дзьобом із загнутим донизу чорним кінчиком. Верхня частина тіла коричневого кольору з множинними білими цяточками, а нижня частина - білувато з коричневими смужками. Птах має білу горизонтальну смужку у верхній частині грудей і білу пляму біля основи дзьоба.